# Omphalodes akiensis
Omphalodes akiensis är en strävbladig växtart som beskrevs av Yuichi Kadota. Omphalodes akiensis ingår i släktet lammtungor, och familjen strävbladiga växter. Utöver nominatformen finns också underarten O. a. albiflora.